# シナス (クレーター)
シナス (Sinas) は、月にある衝突クレーター。静かの海の中央部に位置している。ギリシャの外交官シモン・シナスにちなんで名づけられた。
月の海の上にあるため、付近に顕著なクレーターはほとんど無い。西北西約120キロメートルにカレル、北北西約160キロメートルにヤンセン、東方約180キロメートルにコーシー、南方約200キロメートルにマスケリンが位置している。
シナスは美しい円形をしており、内部は滑らかなお椀状になっている。底面は中央部分がわずかに溶岩に覆われている。

## 従属クレーター
シナスのごく近くにある小さな無名のクレーターについては、アルファベットを付加することによって識別される。
| 名称 | 月面緯度     | 月面経度     | 直径 |
| ---- | ------------ | ------------ | ---- |
| A    | 北緯 7.8 度  | 東経 32.6 度 | 6 km |
| E    | 北緯 9.7 度  | 東経 31.0 度 | 9 km |
| G    | 北緯 9.6 度  | 東経 34.3 度 | 5 km |
| H    | 北緯 10.0 度 | 東経 33.5 度 | 6 km |
| J    | 北緯 10.3 度 | 東経 33.7 度 | 6 km |
| K    | 北緯 6.8 度  | 東経 33.1 度 | 5 km |